# José Matias
José Matias é um conto de Eça de Queirós publicado originalmente em 1897 na Revista Moderna e incluído na compilação Contos em 1902. Narra a história do amor platônico de José Matias pela divina Elisa, com quem, embora esta enviuvasse duas vezes, nunca se casou nem chegou a namorá-la, apenas a contemplando à distância. O conto pode ser visto como uma reflexão sobre a dicotomia amor espiritual/amor carnal. "O Matias era um doente, atacado de hiperespiritualismo, duma inflamação violenta e pútrida do espiritualismo, que receara apavoradamente as materialidades do casamento, as chinelas, a pele pouco fresca ao acordar, um ventre enorme durante seis meses, os meninos berrando no berço molhado..."
Segundo a Professora do Departamento de Espanhol e Português da Miami University Consuelo M. Loureiro, "Eça elabora uma versão moderna de amor cortês, utilizando todos os elementos principais da tradição medieval ao narrar o caso singular de um homem que foge da posse física da mulher amada. O conto, porém, contém um significado mais sério. Através do ambiente romântico e aparentemente idealista criado pela adaptação do mito provençal e das explicações subjectivas e contraditórias do narrador, 'José Matías' expõe uma profunda aberração psicológica."